# Pushing the Beat (The Best of Scooter)
Pushing the Beat (The Best of Scooter) je čtvrté kompilační album německé skupiny Scooter. Bylo vydáno pouze v USA, roku 2002 a obsahuje osmnáct skladeb.

## Seznam skladeb
| Pořadí         | Název                           | Délka |
| -------------- | ------------------------------- | ----- |
| 1.             | Nessaja                         | 3:07  |
| 2.             | Aiii Shot The DJ                | 3:29  |
| 3.             | Posse (I Need You On The Floor) | 3:52  |
| 4.             | I'm Your Pusher                 | 4:00  |
| 5.             | Fuck The Millenium              | 4:14  |
| 6.             | Faster Harder Scooter           | 3:46  |
| 7.             | Call Me Mañana                  | 3:56  |
| 8.             | We Are The Greatest             | 5:09  |
| 9.             | How Much Is The Fish?           | 3:47  |
| 10.            | Greatest Beats                  | 3:07  |
| 11.            | New Years Day                   | 6:41  |
| 12.            | Sunrise (Ratty's Inferno)       | 5:41  |
| 13.            | Habanera (Big Room mix)         | 6:04  |
| 14.            | No Pain, No Gain                | 5:56  |
| 15.            | Loud and Clear                  | 4:18  |
| 16.            | Monolake                        | 4:30  |
| 17.            | Firth of Forth                  | 3:42  |
| 18.            | Ramp! (The Logical Song)        | 3:55  |
| Celková délka: | Celková délka:                  | 79:14 |